# Longport
Longport é um distrito localizado no estado americano de Nova Jérsei, no Condado de Atlantic.

## Demografia
Segundo o censo americano de 2000, a sua população era de 1054 habitantes.
Em 2006, foi estimada uma população de 1088, um aumento de 34 (3.2%).

## Geografia
De acordo com o United States Census Bureau tem uma área de
4,2 km², dos quais 1,0 km² cobertos por terra e 3,2 km² cobertos por água.

## Localidades na vizinhança
O diagrama seguinte representa as localidades num raio de 8 km ao redor de Longport.